# アカモク
アカモク（学名：Sargassum horneri (Turner) C.Agardh）は、褐藻綱ヒバマタ目ホンダワラ科に属する海藻である。北海道（東部を除く）から九州北部の日本列島の漸深帯（浅海）に分布し、朝鮮半島、中国及びベトナム北部にまで分布する。1年生で、秋から冬に生長し、4 - 7メートルの長さに達する。雌雄異株である（まれに雌雄同株の個体がある）。
秋田県では「ギバサ」、山形県では「銀葉藻（ギンバソウ）」、新潟県では「長藻（ナガモ）」と呼び食用にする。ちなみに、新潟県佐渡地域で「銀葉藻（ギンバソウ）」と言えばホンダワラ科に属するホンダワラのことであり、「長藻（ナガモ）」とは違う海藻である。
収穫した赤褐色の生の段階で強い粘りを持つことが特徴であり、腐敗を防ぐため収穫してすぐに茹で上げ、鮮明な緑色のものが販売商品として流通している。新潟県佐渡地域で1 - 3月頃には、海から上げられた生のものが生ワカメと同様に普通のスーパーなどで販売されている。

## 特徴
付着器は仮盤状で、この付着器から分枝しない茎が1本生じ、数メートルの長さになる。この茎には縦の溝が数本あり、また短い刺を生じる。枝は茎につく葉の葉腋から生じ、茎と同様に葉をつける。茎の古い部分では葉が脱落するため、直接茎から枝が生じているように見える。

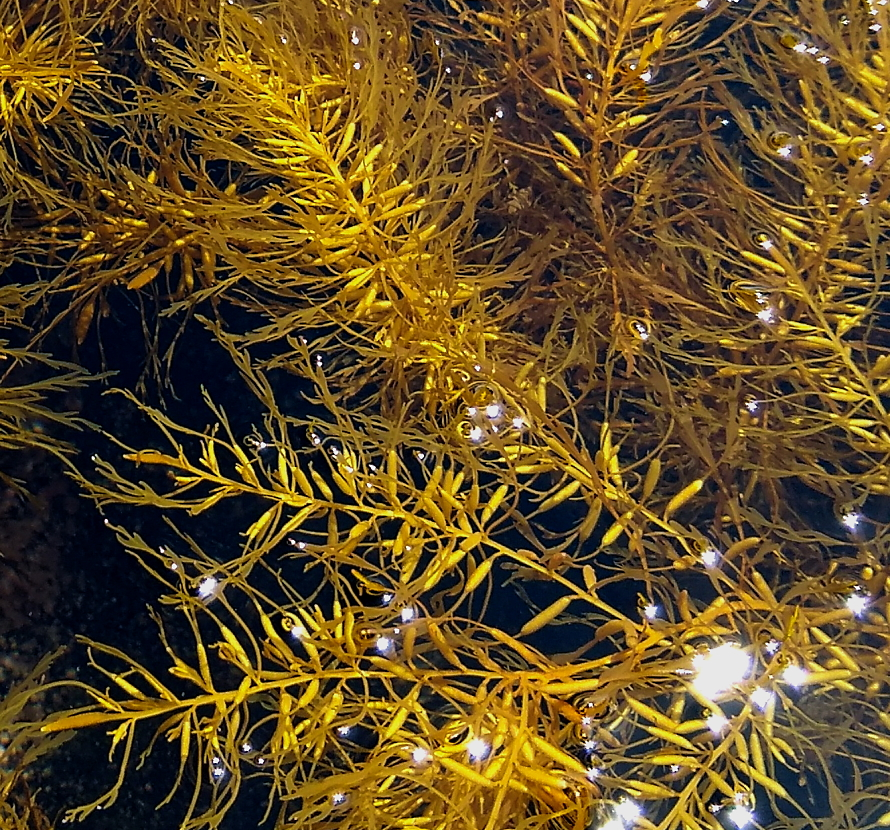
アカモク

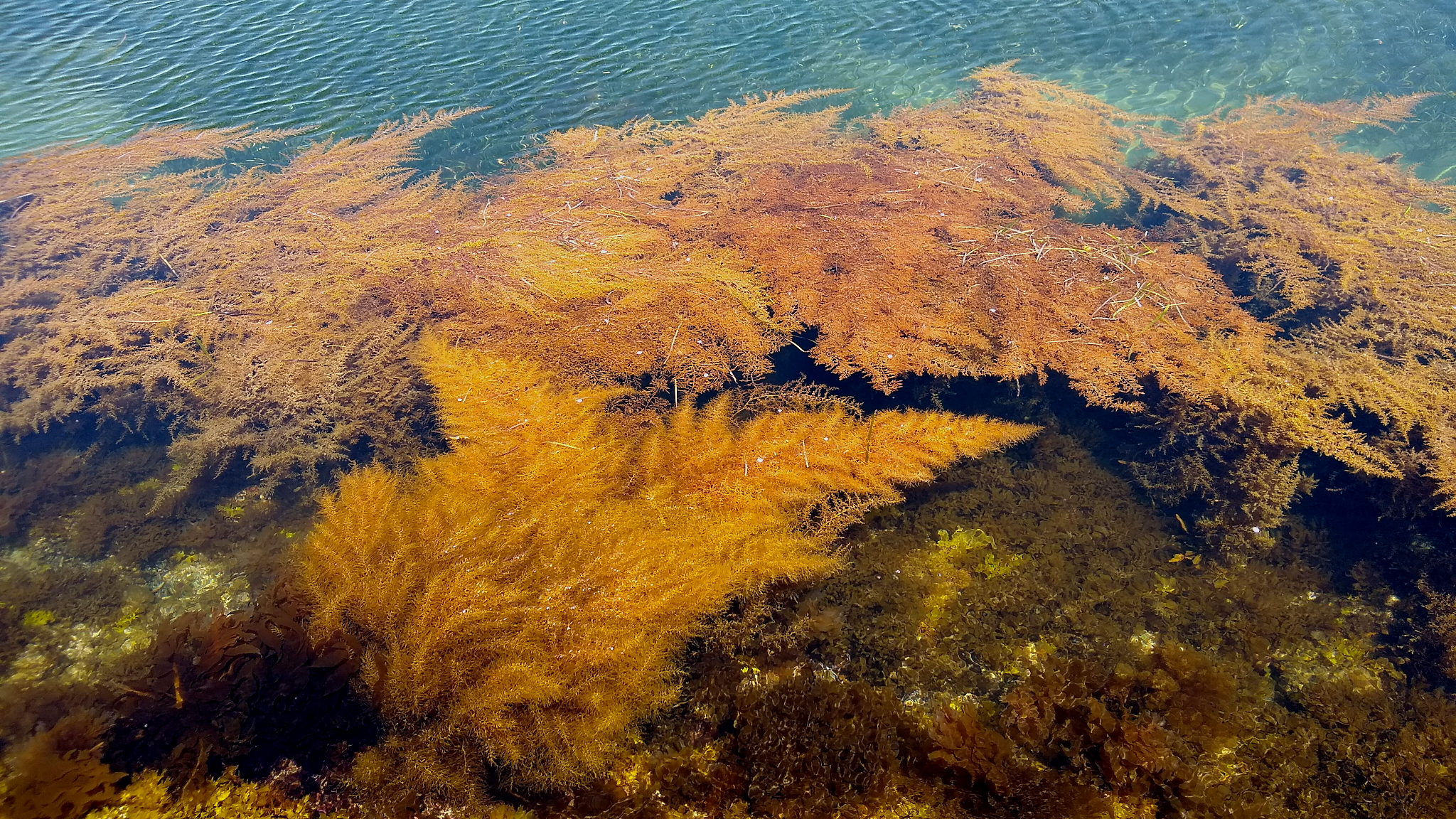
群生（青森県津軽半島）

葉は膜状で線形から披針形で、その縁は鋸歯縁ないし中肋に達する切れ込みで羽状になるものもある。葉は長さ7センチメートル、幅1.5センチメートルになる。この葉の形態には地域差があって、関東地方から静岡県などでは葉の切れ込みが浅く鋸葉縁となり、日本海から瀬戸内海に分布する個体群では葉の切れ込みが深く中肋に達し羽状となるという差がある。葉の中肋ははっきりしており、葉柄はやや扁圧して基部が托葉状に広がる。基部に近い葉では葉柄や中肋に刺をつけることもある。
気胞は円柱状で通常の葉に似た冠葉をつけ、短い柄を持つ。
雌雄異株が普通であるが、まれに雌雄同株の個体も見られる。
生殖器床の付き方は枝の末端部に単独または総状につき、その形状は円柱状で先端が細くなっている。雌の生殖器床は太く、長さ2 - 3センチメートル、直径3ミリメートルになるが、雄の生殖器床は細長く、長さ4 - 7センチメートル、直径2ミリメートルである。まれに見られる雌雄同株の場合には、シダモク (Sargassum filicinum Harvey) と同様に基部がくさび形であることで違いがあり、この部分に雄の生殖器巣があり、上部の大部分には雌の生殖器巣がある雌雄同株となっている。
アカモクは1年生で、普通は秋から冬にかけて生長し、本州中部では冬から春に成熟し、日本北部では7月頃に成熟期を迎える。また、瀬戸内海などでは春に成熟する個体群と秋に成熟する個体群がある。海岸に棲む生物の重要な生活環境を形成するが、生命力が強いことに加え長大な茎の長さにより海上に浮かび易く、漁場での網や漁船のスクリュー、養殖施設などに絡みつくことがあるため、漁師の間では「邪魔モク」と揶揄され厄介者扱いされている。
日本の北海道（東部を除く）から九州北部のほか、朝鮮半島から中国、ベトナム北部にまでの漸深帯に分布する。
類似種にシダモクがあるが、気胞の形状が異なっていて、アカモクは円柱状であるのに対し、シダモクは球形から楕円体であることから、区別することができる。しかし、気胞を形成する前の若い個体ではこの 2種はほとんど区別がつかない。

## 利用

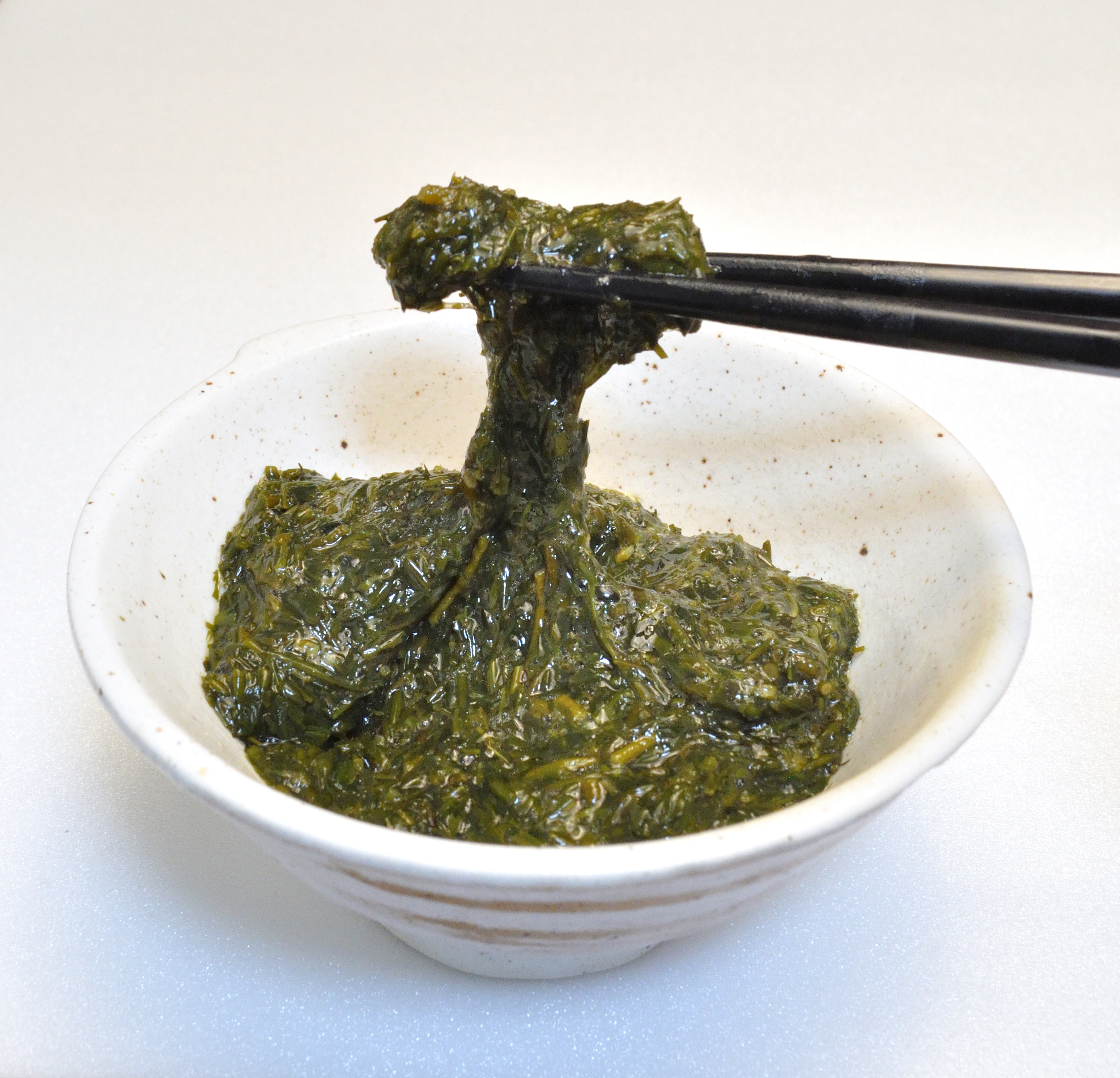
下ごしらえ後、刻んで皿に盛りつけたアカモク。粘り気が出ている。

アカモクは食用となり、これを目的とした収穫時期は、生殖器床をつける時期である。
若い海藻本体を湯通しして食用とするほか、生殖器床も粘り気を持ち美味とされる。新潟県では若い生殖器床をつけたものを「ながも」と呼び、食べやすく、かつ、さらに粘り気が出るように刻み、醤油で味付けして、ご飯にのせ食べる。
下ごしらえは、まずアカモクをよく水洗いし、真ん中にある固く長い茎を上部から下に向かって指でしごくようにすると、節から葉を含む小さな茎がとれるので、これを食用にする。このしごきとった可食部を再度水洗いし、たっぷりの熱湯で数秒から数十秒ゆがいて、これをざるにあけ、水道水をかけ流して冷やす。この段階で多量のねばねばが出る。これを料理の材料とするが、ここまでの下処理を行なった市販品も販売されている。

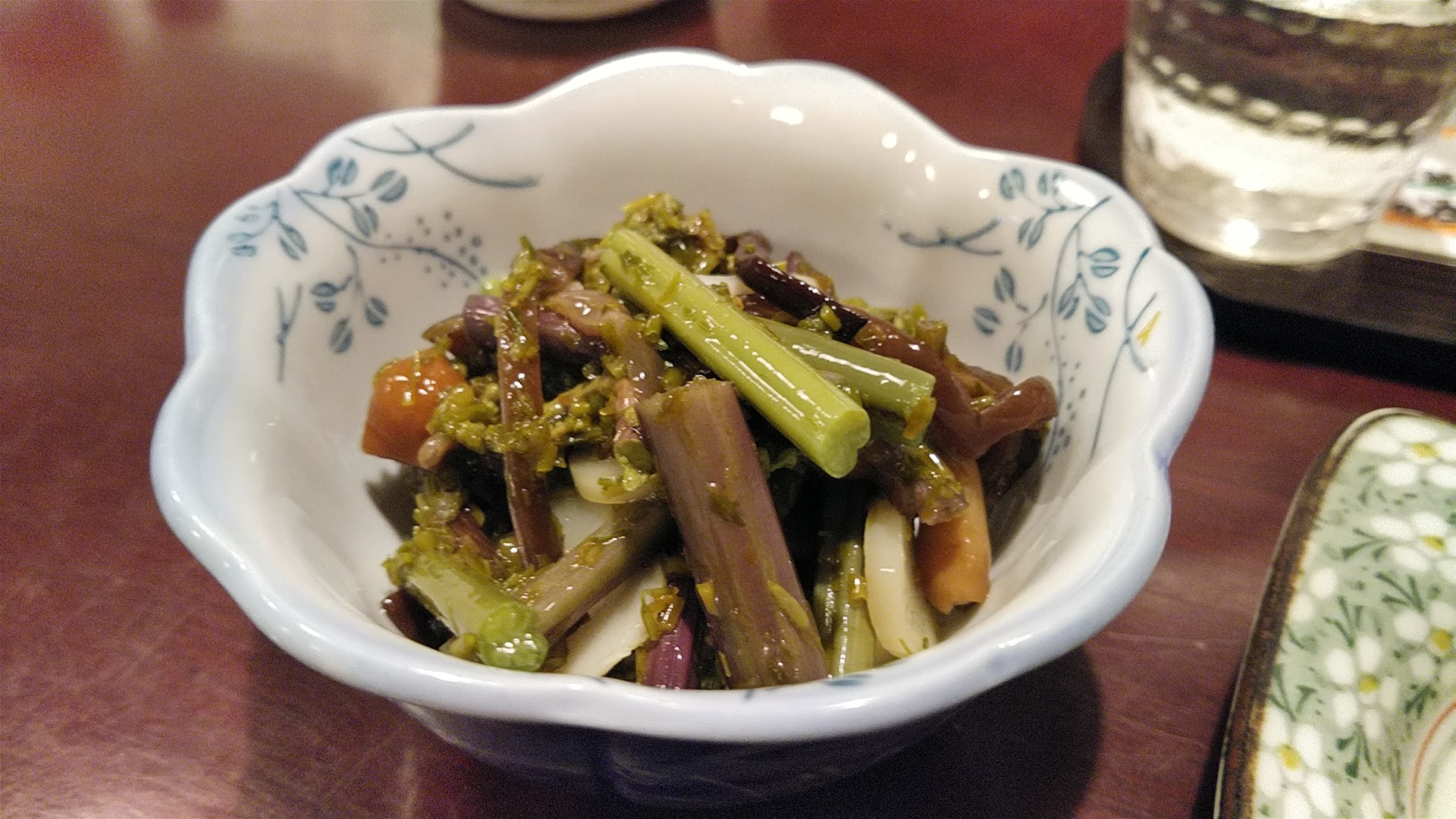
山菜ギバサ和え（秋田県）

郷土食として東北地方（岩手県、秋田県、山形県）や新潟県、京都府で好まれてきた。三陸地方では、東日本大震災による津波被害からの漁村復興にも一役買っている。モズクやメカブ同様、ポリフェノールやフコイダン、フコキサンチン、各種のミネラル、食物繊維を豊富に含み、健康に良い機能性の高い食品として注目を集め、産地以外でもスーパーマーケットで販売されたり、定食店や居酒屋で出されるようになったりしている。これにより、三重県のようにかつては食用にする習慣があまりなく「漁船のスクリューに絡む厄介者」扱いされて「邪魔モク」と呼ばれることもあった地域でも、商品価値を持つ海藻へと評価が変わった例も見られる。
栄養価が注目されて以降、アカモクを活用した新しい食品を開発する試みも進められている。たとえば、アカモクの粉を練り込んだ蕎麦やパスタ、うどんといったものが開発されている。料理家・食アートコーディネーターの中村まりこによれば、アカモクが練り込まれたうどんには磯の香りが口に広がるような良い味わいがあり、またアカモクにはうま味成分のアミノ酸が豊富なため、うどん一品でも満足感があるという。
愛知県にある中部国際空港ではアカモクを使った商品が販売されている。空港島の護岸に生えていたアカモクを未利用資源としてとらえ、有効利用のため中部国際空港会社側から地元の漁師に商品化を持ち掛けた。以前から食用として用いていた岩手県の漁師からのアドバイスも得て、試行錯誤の末に作られたものである。
食用以外の利用方法として、宮城県塩竈市にある末社お釜神社では、神事である藻塩焼きで塩を採る際に使う海藻として用いられている。